# Theridion cohni
Theridion cohni är en spindelart som beskrevs av Claude Lévi 1963. Theridion cohni ingår i släktet Theridion och familjen klotspindlar. Inga underarter finns listade i Catalogue of Life.